# Serrat de Moles
El Serrat de Moles és una muntanya de 622 metres que es troba al municipi de Bassella, a la comarca de l'Alt Urgell.